# Iwanami Shoten
Iwanami Shoten (株式会社岩波書店?, Kabushiki-gaisha Iwanami Shoten) è una casa editrice giapponese, con sede a Tokyo.
Fondata nel 1913 da Shigeo Iwanami, la sua prima pubblicazione importante fu quella del romanzo Il cuore delle cose, nel 1914. È nota per pubblicazioni accademiche, edizioni di letteratura classica giapponese, dizionari e tascabili di alta qualità. Pubblica il Kōjien.
L'ufficio principale si trova a Hitotsubashi 2–5–5, Chiyoda (Tokyo).